# Ėggella
L'Ėggella (in russo Эггелла?) è un vulcano a scudo situato nella Kamčatka centrale.